# Двират
Двират (также Дуират, Дуирет; бер. Eddwirat, араб. دويرات‎, фр. Douiret, англ. Douiret) — берберская деревня в юго-восточном Тунисе на плато Дахар. Входит в округ Южный Татавин — административную единицу вилайета Татавин. Располагается в 22 км к западу от центра вилайета, города Татавина. Численность населения — 811 человек по данным на 2004 год. В деревне насчитывается 289 домов. Жители Двирата, как и жители соседней с Двиратом деревни Шенини, продолжают сохранять в устном бытовом общении местные берберские диалекты (дуирет является диалектом языка шильха, или нефуса, относящегося к восточнозенетской подгруппе зенетской группы северноберберской ветви берберо-ливийской семьи языков).

## Общие сведения и история
Недалеко от новой деревни — около 1 км к северу — находятся руины старой деревни, растянувшейся по склонам холмов, большинство домов находятся в полуразрушенном состоянии за исключением мечети и нескольких отреставрированных зданий. В центральной части старой деревни расположен ксар. Как и большинство остальных ксаров в Северной Африке он построен на вершине холма.
Двират был основан предположительно около 600 лет назад берберами, мигрировавшими в Тунис из марокканского региона Тафилальт. В 1850 году население Дуирета составляло порядка 3500 человек. Деревня находилась на караванном пути от Гадамеса на юге до Габеса на севере Туниса и была одной из основных остановок для караванов. С 1882 года в Двират некоторое время (до перемещения в Татавин) располагалась французская колониальная администрация южного Туниса. С середины XX века Двират переживает время упадка, из-за миграций в столицу Туниса численность населения значительно сократилась, оставшаяся часть жителей переехала на новое место, а старая деревня стала постепенно разрушаться.
Одно из традиционных занятий местного населения — выращивание зерновых, инжира, оливок и фиников.
Двират входит в число наиболее популярных туристических объектов в юго-восточном Тунисе.

## Возрождение старой деревни
В 1986 году была создана неправительственная ассоциация Association de Sauvegarde de la Nature et de Protection de l’Environnement Douiret (ASNAPED), целью которой стало возрождение местной культуры, традиционного образа жизни и экосистемы древнего селения Дуирет. Членами ASNAPED являются как местные жители, так и энтузиасты, приезжающие из других регионов, включая исследователей в области археологии, истории и культуры. Свою деятельность ASNAPED начала с восстановления наиболее значимых частей берберской деревни — мечети, начальной школы (переоборудованной в молодёжное общежитие), подпорных стен и некоторых домов. Предпринимаются попытки возрождения традиционных приёмов ведения сельского хозяйства. В частности, в 1995 году были восстановлены старые системы сбора воды (включающие множество каменных дамб и резервуаров для воды) недалеко от деревни. Учитывая частые засухи в регионе целью ASNAPED в последнее время стало осуществление диверсификации экономики Дуирета за счёт развития альтернативных источников доходов, например, таких, как экотуризм.
В настоящее время продолжается восстановление старых зданий и домов, восстановлена оливковая мельница, надгробные памятники религиозных деятелей, отреставрировано здание бывшей администрации французских колониальных властей (в нём размещается центр научно-исследовательских работ, касающихся берберского селения). Ряд древних зданий перестраивается под гостиницы и турбазы. Готов к открытию местный музей, помимо представления экспонатов (традиционных в этом регионе сельскохозяйственных орудий, посуды, одежды и т. п.) планируется демонстрация работниками музея традиционных приёмов стрижки и обработки шерсти, прядения и ткачества. Планируется воссоздать точную копию римского театра для проведения различного рода представлений и праздников. ASNAPED пытается добиться ремонта дорожно-транспортной сети, которая бы связала Двират с другими памятниками архитектуры и природы в округе южный Татавин — в деревнях Шенини, Ksar Ghilane, в парке Ain Dkouk и т. д. Также ASNAPED намерена добиться от ЮНЕСКО включения Двирата в Список объектов Всемирного наследия.
- Внутри ксара
- Улицы старой деревни
- Минарет мечети
- Здания в Двирате